# Список померлих 1998 року
Це список значимих людей, що померли 1998 року, упорядкований за датою смерті.

## Січень
1 січня — Гелен Віллс, американська тенісистка (*1905)
1 січня — Альфред Лагард, нідерландський радіоведучий (*1948)
4 січня — Марія Гуровська, польська суддя (*1915)
4 січня — Мей Квестел, американська актриса (*1908)
4 січня — Роланд Кайзер, німецький актор (*1943)
5 січня — Сонні Боно, американський співак, актор і політик, чоловік Шер (*1935)
6 січня — Свиридов Георгій Васильович, радянський композитор і піаніст (*1915)
7 січня — Владимир Прелог, хорватсько-швейцарський хімік-органік, Нобелівська премія з хімії 1975 (*1906)
7 січня — Метревелі Слава Калістратович, радянський і грузинський футболіст (*1936)
7 січня — Річард Геммінг, американський математик (*1915)
7 січня — Пьотр Грабовський, польський актор кіно і театру (*1947)
7 січня — Тере Веласкес, мексиканська актриса (*1942)
9 січня — Фукуї Кен'їті, японський хімік, лауреат Нобелівської премії з хімії 1981 (*1918)
9 січня — Імі Ліхтенфельд, ізраїльський майстер бойових мистецтв угорського походження (*1910)
10 січня — Віктор Папанек, австрійсько-американський дизайнер і педагог (*1923)
11 січня — Нечерда Борис Андрійович, український поет-шістдесятник (*1939)
12 січня — Рамон Сампедро, іспанський моряк і письменник (*1943)
13 січня — Лунгіна Ліліанна Зіновіївна, радянська і російська філологиня, перекладачка (*1920)
14 січня — Сафіє Айла, турецька співачка (*1907)
14 січня — Мохаммад Газі, іранський перекладач і письменник курдського походження (*1913)
15 січня — Ґулзарілал Нанда, в.о. прем'єр-міністра Індії в 1964 і 1966 р. (*1898)
15 січня — Колбін Геннадій Васильович, радянський партійний діяч, перший секретар ЦК Компартії Казахстану від 1986 до 1989 року (*1927)
16 січня — Доан Хуе, генерал в'єтнамської армії та міністр оборони в 1992—1997 роках (*1923)
17 січня — Гекхан Семіз, турецький співак (*1969)
17 січня — Та Дінь Де, в'єтнамський революціонер (*1917)
18 січня — Ольга Мак, українська письменниця (*1913)
19 січня — Карл Перкінс, американський музикант (*1932)
19 січня — Бенгт Еклунд, шведський актор (*1925)
20 січня — Зевулун Хаммер, ізраїльський політик (*1936)
21 січня — Джек Лорд, американський телевізійний, кіно- та бродвейський актор, режисер і продюсер (*1920)
21 січня — Йосіфумі Кондо, японський аніматор (*1950)
22 січня — Регіна Пісарек, польська співачка (*1939)
25 січня — Хамід Альгадрі, індонезійський борець за незалежність (*1912)
25 січня — Ділавар Фігар, пакистанський гуморист і поет (*1929)
26 січня — Маріо Скіфано, італійський художник, також кінорежисер і рок-музикант (*1934)
27 січня — Ерік Хеглунд, шведський скульптор, художник, графік (*1932)
27 січня — Таміо Кагеяма, японський письменник (*1947)
28 січня — Шотаро Ішіноморі, японський художник манги (*1938)
29 січня — Курилов Станіслав Васильович, радянський, канадський та ізраїльський океанограф, письменник, втікач з СРСР (*1936)
29 січня — Уго Болонья, італійський актор і актор озвучування (*1917)
31 січня — Хауме Фустер, іспанський письменник (*1945)

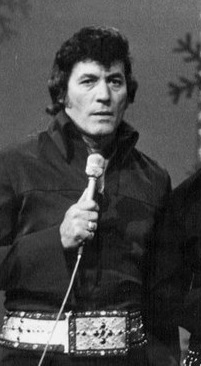
Карл Перкінс

## Лютий
2 лютого — Реймонд Бернар Кеттел, британський і американський психолог (*1905)
2 лютого — Гарун Тазієв, франко-бельгійський вулканолог і геолог (*1914)
2 лютого — Дуіліо Дель Прете, італійський актор і автор пісень (*1938)
2 лютого — Мануель Дельгадо Вільєгас, іспанський серійний вбивця (*1943)
3 лютого — Карла Фей Такер, американка, засуджена до смертної кари за вбивство двох людей (*1959)
4 лютого — Драган Йоксович, шведсько-чорногорський бандит (*1956)
4 лютого — Крістобаль Мартінес-Бордіу, 10-й маркіз Вільяверде, іспанський аристократ, зять диктатора Франциско Франко та кардіохірург (*1922)
5 лютого — Кім Кі Йон, південнокорейський кінорежисер (*1919)
6 лютого — Назім аль-Кудсі, прем'єр-міністр Сирії (1949—1950/51) і президент Сирії (1961—1963) (*1906)
6 лютого — Фалько, австрійський поп- та рок-музикант і репер (*1957)
6 лютого — Карл Вілсон, американський музикант, співзасновник групи Beach Boys (*1946)
6 лютого — Клод Еріньяк, французький префект на острові Корсика (*1937)
8 лютого — Галдор Лакснесс, ісландський письменник (*1902)
8 лютого — Енох Пауелл, британський політик (*1912)
13 лютого — Дворников Георгій Георгійович, радянський і український кіноактор (*1951)
15 лютого — Марта Ґеллгорн, американська журналістка, письменниця (*1908)
15 лютого — Хаїм Бар Он, ізраїльський видавець (*1944)
16 лютого — Шеу Юань-дон, тайванський політик (*1927)
17 лютого — Ернст Юнгер, німецький письменник (*1895)
17 лютого — Моріс Букай, французький лікар (*1920)
17 лютого — Нікола Був'є, швейцарський мандрівник, письменник, графічний редактор і фотограф (*1929)
18 лютого — Гаррі Кейрі, американський радіо- та телеведучий (*1914)
19 лютого — Масатака Араї, японський політик і фінансовий чиновник (*1948)
21 лютого — Ом Пракаш, індійський кіноактор (*1919)
23 лютого — Раман Ламба, індійський гравець у крикет (*1960)
24 лютого — Лаліта Павар, індійська актриса (*1916)
25 лютого — Ванда Якубовська, польська кінорежисерка, сценаристка (*1907)
26 лютого — Віко Торріані, швейцарський співак і актор (*1920)
26 лютого — Теодор Шульц, американський економіст, лауреат Нобелівської премії з економіки 1979 (*1902)
27 лютого — Джей Ті Волш, американський актор (*1943)
27 лютого — Джордж Гітчінгс, американський біохімік, лауреат Нобелівської премії з фізіології і медицини 1988 (*1905)
27 лютого — Таранець Олександр Михайлович, український концертно-камерний співак (*1924)
27 лютого — Аннемарі Гревель, нідерландська політикиня, педагогиня і колумністка (*1935)
28 лютого — Дермот Морган, ірландський комік і актор (*1952)

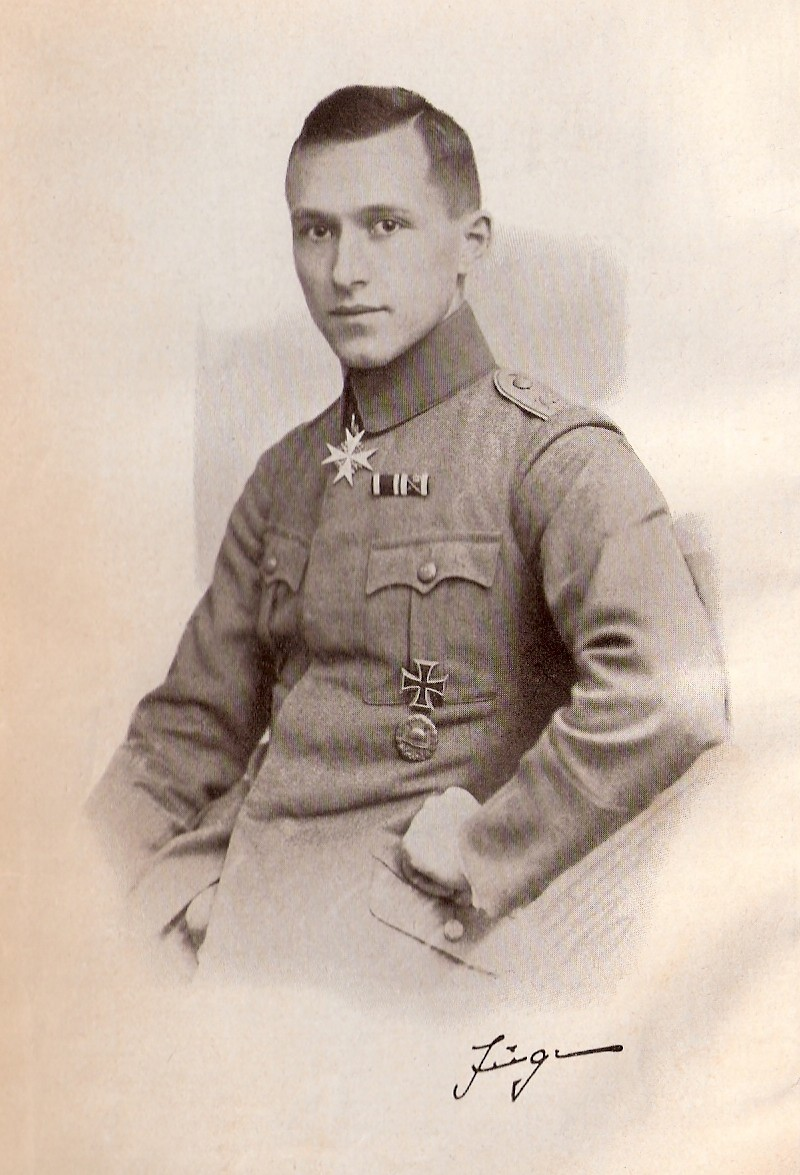
Ернст Юнгер
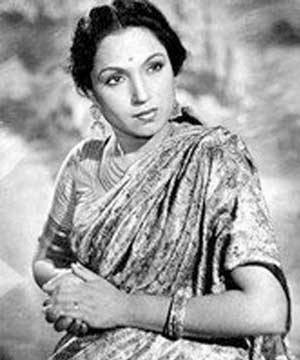
Лаліта Павар

## Березень
2 березня — Нарбут Данило Георгійович, український художник театру, живописець; син Георгія Нарбута (*1916)
4 березня — Юсуф Буліч, сербський кримінальний авторитет, підприємець (*1952)
5 березня — Франсеск Катала Рока, іспанський фотограф (*1922)
7 березня — Адем Яшарі, польовий командир Армії визволення Косова (*1955)
9 березня — Анна Марія Ортезе, італійська письменниця (*1914)
10 березня — Ллойд Бріджес, американський актор, батько акторів Бо Бріджеса і Джеффа Бріджеса (*1913)
10 березня — Хаїм Давид Галеві, сефардський головний рабин Тель-Авіва-Яффо (*1924)
11 березня — Алі Сурурі, турецький актор (*1913)
13 березня — Клаудіо Гора, італійський актор і кінорежисер (*1913)
13 березня — Нам Пхьон У, південнокорейський бізнесмен і політик (*1937)
14 березня — Абдул Рахман аль-Ар'яні, президент Єменської Арабської Республіки (1967—1974) (*1908)
15 березня — Бенджамін Спок, американський педіатр (*1903)
15 березня — Тім Мая, бразильський музикант, автор пісень і бізнесмен (*1942)
16 березня — Дерек Гаролд Річард Бартон, англійський хімік, лауреат Нобелівської премії з хімії 1969 (*1918)
16 березня — Пертев Наілі Боратав, турецький фольклорист (*1907)
19 березня — Клаус Хавенштайн, німецький актор, артист кабаре, художник дубляжу та телеведучий (*1922)
20 березня — Мацей Сломчинський, польський письменник, перекладач (*1920)
20 березня — Беверлі Крос, англійський драматург, лібретист і сценарист (*1931)
20 березня — Єміма Авідар-Черновіц, ізраїльська письменниця (*1909)
20 березня — Катрін Соваж, французька співачка та актриса (*1929)
21 березня — Уланова Галина Сергіївна, радянська російська балерина, педагог (*1910)
21 березня — Стенлі Меєр, американський псевдовинахідник (*1940)
22 березня — Нісімура Сьоіті, японський футболіст (*1911)
22 березня — Брандао Філью, бразильський актор і комік (*1910)
25 березня — Здзіслав Козєнь, польський актор театру, кіно і телебачення (*1924)
26 березня — Ісмаїл Бісер, турецький гафіз (*1947)
27 березня — Девід Макклелланд, американський психолог (*1917)
27 березня — Феррі Порше, австрійсько-німецький технічний автомобільний дизайнер і автовиробник (*1909)
27 березня — Чень Цзінь, тайванська художниця (*1907)
29 березня — Квітка Цісик, американська співачка українського походження (*1953)
29 березня — Мохієдін Шаріф, палестинський терорист (*1966)
29 березня — Пауло Убіратан, бразильський режисер, продюсер і монтажер (*1947)
31 березня — Белла Абзуґ, американська політична діячка, громадська активістка, феміністка (*1920)

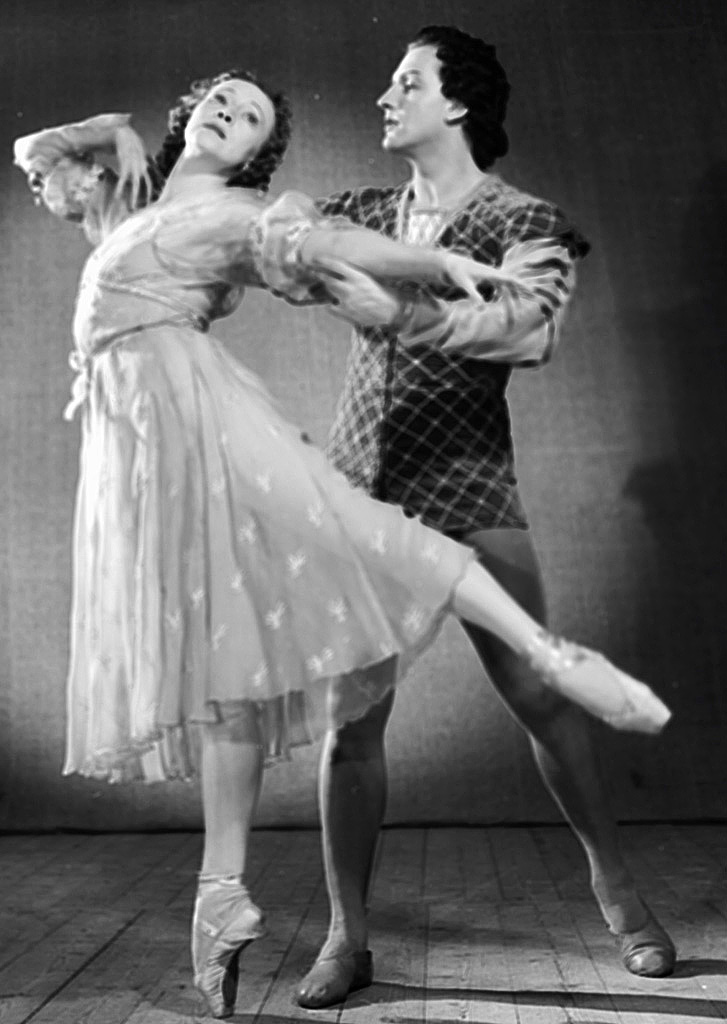
Галина Уланова та Юрій Жданов

## Квітень
2 квітня — Джекі Сарду, французька актриса (*1919)
3 квітня — Мері Картрайт, британський математик (*1900)
3 квітня — Вольф Фостелл, німецький художник і скульптор (*1932)
3 квітня — Роберт Пілатус, німецький співак, танцюрист, модель і репер (*1964/1965)
4 квітня — Предраг Мілінкович, сербський актор (*1933)
5 квітня — Козі Павелл, англійський перкусист (*1947)
6 квітня — Венді О. Вільямс, американська співачка (*1949)
6 квітня — Теммі Вайнетт, американська співачка (*1942)
7 квітня — Гершензон Сергій Михайлович, радянський і український генетик (*1906)
7 квітня — Ів Мурузі, французький теле- та радіоведучий новин і журналіст (*1942)
7 квітня — Сірус Гаєгран, іранський футболіст (*1962)
7 квітня — Карам Шах аль-Ажарі, пакистанський ісламський вчений (*1918)
10 квітня — Нгуєн Ко Тхач, в'єтнамський революціонер, дипломат і політик (*1921)
11 квітня — Хочинський Олександр Юрійович, радянський і російський артист театру і кіно, бард (*1944)
12 квітня — Любіца Оташевич, югославська та сербська акторка, дублерка та баскетболістка (*1933)
13 квітня — Патрік де Гайардон, французький парашутист, винахідник сучасного вінгсьюту (*1960)
15 квітня — Пол Пот, камбоджійський революціонер та політичний діяч, диктатор, лідер Червоних кхмерів (*1925)
15 квітня — Берестов Валентин Дмитрович, радянський і російський письменник, перекладач, поет (*1928)
16 квітня — Плитка-Горицвіт Параска Степанівна, українська гуцульська мисткиня (*1927)
17 квітня — Лінда Маккартні, американська фотографка, музикантка, активістка, перша дружина Пола Маккартні (*1941)
17 квітня — Джені Прадо, бразильська актриса (*1918)
19 квітня — Октавіо Пас, мексиканський поет, есеїст, перекладач, публіцист, лауреат Нобелівської премії з літератури 1990 (*1914)
21 квітня — Жан-Франсуа Ліотар, французький філософ (*1924)
21 квітня — Луїс Едуардо Магальяйнш, бразильський юрист і політик (*1955)
22 квітня — Гетьман Вадим Петрович, український політик, економіст, банкір та фінансист, голова Національного банку України (1992) (*1935)
23 квітня — Джеймс Ерл Рей, вбивця Мартіна Лютера Кінга (*1928)
23 квітня — Константінос Караманліс, прем'єр-міністр і президент Греції в період з 1955 по 1995 р. (*1907)
23 квітня — Стельмахович Мирослав Гнатович, український педагог, етнограф (*1934)
23 квітня — Катрін Ланже, французька телеведуча та актриса (*1923)
24 квітня — Нікодем Скотарчак, польський гангстер, бізнесмен і спортивний діяч (*1954)
24 квітня — Рузляєв Дмитро Олександрович, російський кримінальний авторитет (*1963)
26 квітня — Свен Олов Ліндхольм, шведський нацистський лідер (*1903)
27 квітня — Карлос Кастанеда, американський перуанського походження антрополог, письменник, етнограф, мислитель, містик (*1925)
27 квітня — Нгуєн Ван Лінь, в'єтнамський революціонер і політик (*1915)
30 квітня — Нізар Каббані, сирійський дипломат, поет, письменник і видавець (*1923)
квітень — Бай Баошань, китайський серійний вбивця (*1958)

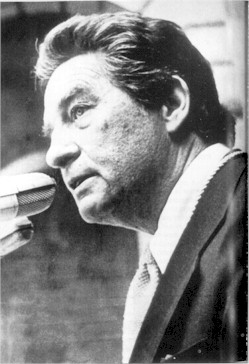
Октавіо Пас
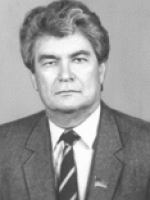
Вадим Гетьман
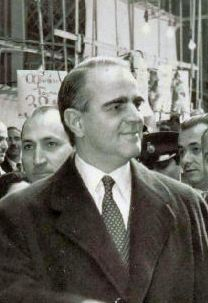
Константінос Караманліс
Карлос Кастанеда

## Травень
2 травня — Джастін Фашану, англійський футболіст (*1961)
2 травня — Хідето Мацумото, японський музикант, співак, автор пісень і продюсер (*1964)
3 травня — Дженаро Гахардо Вера, чилійський юрист, художник і поет (*1919)
3 травня — Раймунд Хармсторф, німецький актор (*1939)
3 травня — Сюе Юе, китайський (Гоміндан) військовик (*1896)
4 травня — Ліно Троізі, італійський актор (*1932)
7 травня — Аллан Кормак, південноафриканський і американський фізик, лауреат Нобелівської премії з фізіології або медицини 1979 (*1924)
7 травня — Едді Реббітт, американський співак (*1941)
9 травня — Еліс Фей, американська акторка і співачка (*1915)
10 травня — Клара Рокмор, американська музикантка, виконавиця на терменвоксі (*1911)
10 травня — Галі Шукрі Галеб, єгипетський письменник, дослідник, критик та історик (*1935)
10 травня — Некоджіру, японська художниця манги (*1967)
10 травня — Сумітро, індонезійський військовик (*1925)
10 травня — Хосе Франсіско Пенья Гомес, домініканський політик (*1937)
11 травня — Ганс ван Зон, нідерландський серійний вбивця (*1942)
12 травня — Еланг Мулія Лесмана та Хендріаван Сі, індонезійські студенти, що загинули під час стрілянини в Трісакті (*1978)
14 травня — Френк Сінатра, американський актор і співак (*1915)
14 травня — Іцхак Модаї, ізраїльський політик (*1926)
14 травня — Шаукат Осман, бангладешський письменник (*1917)
15 травня — Наїм Талу, турецький економіст, банкір, політик (*1919)
15 травня — Живка Матич, сербська актриса (*1923)
15 травня — Парамонов Сергій Володимирович, радянський співак, «радянський Робертіно Лореті» (*1961)
16 травня — Севім Танюрек, турецький співак (*1934?)
19 травня — Уно Сосуке, прем'єр-міністр Японії в 1989—1990 рр. (*1922)
20 травня — Альфредо Ябран, аргентинський бізнесмен (*1944)
22 травня — Джон Дерек, американський актор, режисер і фотограф (*1926)
23 травня — Тоні Галік, польський мандрівник, журналіст, письменник, кінооператор, фотограф, автор телепрограм (*1921)
24 травня — Френсіс Арсентьєв, американська альпіністка (*1958)
25 травня — Лаксмікант Шантарам Кудалкар, індійський композитор (*1937)
25 травня — Фереште Дженабі, іранська актриса (*1948)
26 травня — Брагінський Еміль Веніамінович, радянський і російський прозаїк, драматург і сценарист (*1921)
27 травня — Міноо Масані, індійський політик (*1905)
28 травня — Філ Гартман, канадсько-американський актор, комік, сценарист і графічний дизайнер (*1948)
29 травня — Баррі Голдвотер, американській політик (*1909)
29 травня — Орландо Андерсон, американський бандит, підозрюваний у вбивстві Тупака Шакура (*1974)

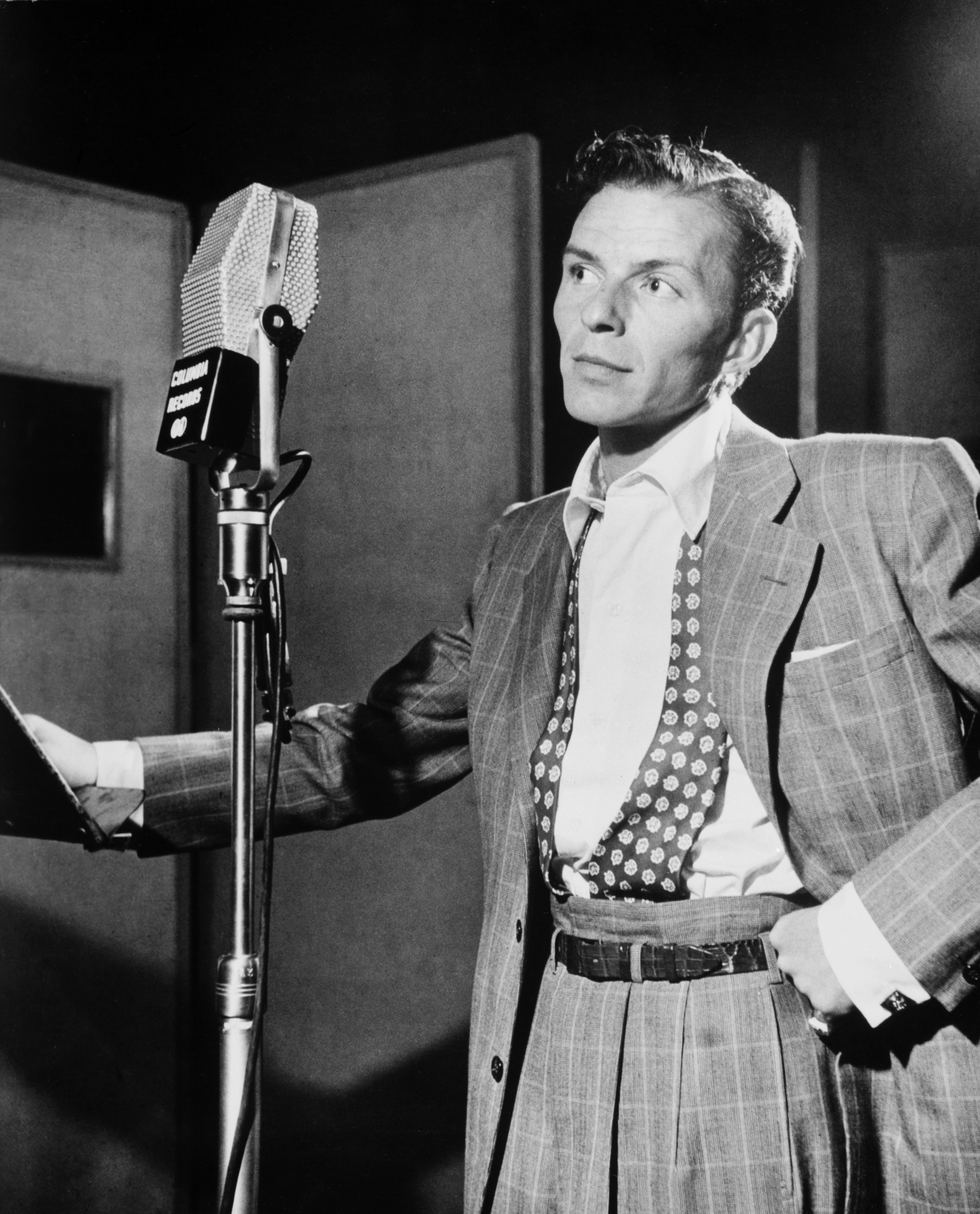
Френк Сінатра

## Червень
1 червня — Звалищний Пес, американський професійний реслер (*1952)
1 червня — Броєн Дас, бангладешський (Східний Пакистан) плавець (*1927)
3 червня — Іда Кроттендорф, австрійська актриса (*1927)
3 червня — Поуль Бундгаард, данський актор і співак (*1922)
4 червня — Пайпер Піміента, колумбійський співак, танцюрист і композитор (*1939)
5 червня — Жанетт Нолан, американська актриса (*1911)
6 червня — Ар'є Бен-Гуріон, ізраїльський громадський діяч (*1916)
8 червня — Сані Абача, де-факто 10-й президент Нігерії з 1993 по 1998 р. (*1943)
8 червня — Марія Райхе, перуанська математикиня, археологиня і технічна перекладачка німецького походження (*1903)
12 червня — Торребруно, італійський шоумен, актор, співак (*1936)
13 червня — Лусіо Коста, бразильський архітектор і містобудівник (*1902)
13 червня — Біргер Рууд, норвезький стрибун з трампліна та гірськолижник (*1911)
13 червня — Брідж Бехарі Прасад, індійський політик (*?)
13 червня — Ніссім Алоні, ізраїльський драматург і перекладач (*1926)
14 червня — Ерік Табарлі, французький яхтсмен (*1931)
15 червня — Йокмоккс-Йокке, шведський музикант (*1915)
16 червня — Джафар Шариф-Емамі, прем'єр-міністр Ірану у 1960—1961 і 1978 р. (*1910)
17 червня — Мухаммед Метвалі аш-Шараві, ісламський учений, єгипетський міністр, юрист, проповідник (*1911)
18 червня — Деніел Фіцпатрік, шведський злочинець (*1953)
18 червня — Кім Джін Кю, південнокорейський актор, кінорежисер і продюсер (*1922)
20 червня — Конрад Шуманн, східнонімецький поліцейський, відомий свою втечею до Західної Німеччини під час будівництва Берлінської стіни (*1942)
20 червня — Пер Андерс Фогельстрем, шведський письменник (*1917)
21 червня — Герхард Гундерманн, німецький співак, автор пісень і рок-музикант (*1955)
23 червня — Морін О'Салліван, ірландська акторка (*1911)
23 червня — Леандро, бразильський співак і композитор (*1961)
25 червня — Лунес Матуб, алжирський кабільський співак, музикант, поет, мислитель (*1956)
25 червня — Марек Папала, польський поліцейський начальник (*1959)
26 червня — Пєтухов Володимир Аркадійович, мер Нефтеюганська в 1996—1998 роках (*1949)
26 червня — Хаджи Сабанджи, турецький бізнесмен і філантроп (*1935)
27 червня — Керім Текін, турецький співак, автор пісень, композитор і актор (*1975)
28 червня — Камала Сохоні, індійський біохімік (*1911)
29 червня — Брежнєва Галина Леонідівна, дочка Генерального секретаря ЦК КПСС Леоніда Ілліча Брежнєва (*1929)
29 червня — Джесс Хан, американо-французький актор (*1921)

«Leap into Freedom»: Конрад Шуман перестрибує через колючий дріт, перебігаючи до Західної Німеччини під час будівництва Берлінського муру. Фото Peter Leibing

## Липень
1 липня — Болінья, бразильський радіо- і телеведучий (*1936)
1 липня — Стіг Яррель, шведський актор, режисер (*1910)
2 липня — Сохраб Шахід-Салесс, іранський кінорежисер і сценарист (*1944)
3 липня — Рохлін Лев Якович, радянський і російський військовий і політичний діяч (*1947)
3 липня — Садек Чубак, іранський письменник (*1916)
4 липня — Януш Пшимановський, польський військовик, письменник, поет (*1922)
4 липня — Курт Франц, офіцер СС, один із начальників табору смерті Треблінка (*1914)
5 липня — Марія Мерсе Марсал, каталонська поетеса, письменниця та перекладачка (*1952)
6 липня — Рой Роджерс, американський співак, актор, телеведучий і виконавець родео (*1911)
9 липня — Альдо Стелліта, італійський басист і автор пісень (*1947)
9 липня — Нур Аль Хода, ліванська співачка та актриса (*1924)
13 липня — Бен Ціон Абба Шауль, провідний сефардський рабин, знавець Тори та галахічний суддя (*1924)
14 липня — Нгуєн Нгок Лоан, південнов'єтнамський бригадний генерал, поліцейський начальник (*1930)
14 липня — Річард Джеймс Мак-Доналд, один з американських братів, що заснували ресторан McDonald's в Сан-Бернардіно, штат Каліфорнія (*1909)
16 липня — Махбуб уль-Хак, пакистанський економіст і політик (*1934)
17 липня — Седат Челасун, турецький генерал (*1915)
19 липня — Лебедь Микола Кирилович, український політик, один із лідерів ОУН-УПА (*1909)
21 липня — Алан Шепард, американський астронавт (*1923)
22 липня — Тьокропраноло, індонезійський військовик та політик (*1924)
26 липня — Зекі Кунералп, турецький дипломат (*1914)
26 липня — Хо Ши Лай, тайванський політичний і військовий діяч (*1906)
27 липня — Златко Чайковський, югославський футболіст (*1923)
27 липня — Фарід Шаукі, єгипетський актор, сценарист і кінопродюсер (*1920)
28 липня — Бакай Микола Петрович, український поет-пісняр, публіцист, казкар (*1931)
28 липня — Збіґнєв Герберт, польський поет, есеїст, драматург (*1924)
28 липня — Ленні Маклін, англійський боксер, вишибала, охоронець, бізнесмен і актор (*1949)
29 липня — Джером Роббінс, американський танцівник, хореограф, кінорежисер (*1918)
30 липня — Моріс Бардеш, французький мистецтвознавець і журналіст (*1907)
30 липня — Бхаратан, індійський кінорежисер, художник і художній керівник (*1946)
30 липня — Лайла Схоу Нільсен, норвезька спортсменка — ковзанярка, гірськолижниця та тенісистка (*1919)
30 липня — Освальд Руфайзен, єврей, який пережив Голокост, прийняв християнство та став ченцем (*1922)
31 липня — Роменець Володимир Андрійович, український психолог (*1926)

Микола Лебедь
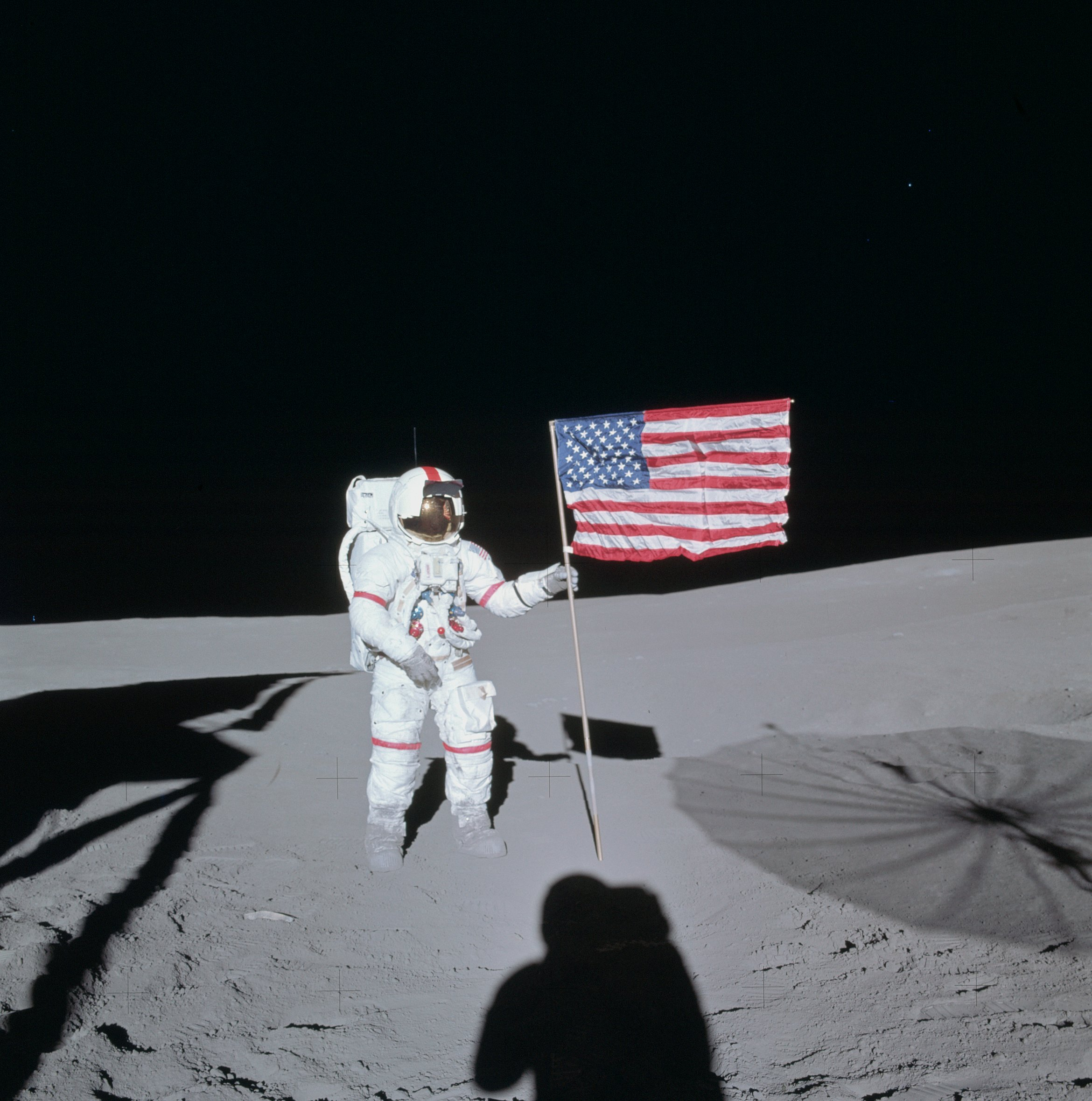
Алан Шепард на поверхні Місяця

## Серпень
2 серпня — Караванська Ніна Антонівна, радянська дисидентка, мікробіолог та імунолог українського походження (*1926)
2 серпня — Шарі Льюїс, американська дитяча артистка, мисткиня (*1933)
3 серпня — Шнітке Альфред Гаррійович, радянський композитор, піаніст, теоретик музики і педагог німецького походження (*1934)
5 серпня — Отто Кречмер, німецький офіцер-підводник, найрезультативніший у Другій світовій війні (*1912)
5 серпня — Тодор Живков, болгарський державний діяч, генеральний секретар ЦК Болгарської компартії (*1911)
5 серпня — Сон Чан Хо, південнокорейський кіноактор і режисер (*1952)
6 серпня — Андре Вейль, французький математик (*1906)
8 серпня — Ласло Сабо, угорський шахіст (*1917)
8 серпня — Сатоші Мураяма, японський професійний гравець сьоґі (*1969)
9 серпня — Френкі Руїс, американський співак (*1958)
10 серпня — Абдуррахім Тунчак, прийомний син Мустафи Кемаля Ататюрка (*1908)
12 серпня — Барреріто, бразильський співак (*1942)
13 серпня — Жульєн Грін, французький письменник американського походження (*1900)
13 серпня — Лі Тянь-лу, тайванський лялькар (*1910)
13 серпня — Ніно Феррер, французький співак італійського походження (*1934)
14 серпня — Ганс-Йоахім Куленкампф, німецький актор і телеведучий (*1921)
16 серпня — Домінік Давре, французька актриса (*1919)
17 серпня — Іде Тамео, японський футболіст (*1908)
17 серпня — Тадеуш Слюсарський, польський легкоатлет (*1950)
17 серпня — Владислав Комар, польський спортсмен, штовхальник ядра (*1940)
18 серпня — Отто Віхтерле, чеський хімік, інженер, винахідник, політичний і громадський діяч (*1913)
18 серпня — Персіс Хамбатта, індійська модель та актриса (*1948)
18 серпня — Протіма Беді, індійська модель і танцівниця (*1948)
18 серпня — Юрген Пух, німецький актор, оратор і письменник (*1943)
19 серпня — Архипов Василь Олександрович, радянський військовик (*1926)
20 серпня — Панов Андрій Валерійович, радянський і російський рок-музикант («Автоматические удовлетворители») (*1960)
21 серпня — Генрик Фабіан, польський співак і композитор (*1943)
22 серпня — Елена Гарро, мексиканська сценаристка, журналістка, письменниця (*1916)
22 серпня — Карме Гуаш, іспанська поетеса та письменниця (*1928)
22 серпня — Мінору Мураяма, японський професійний бейсболіст (*1936)
22 серпня — Мухаммад Белкаїд аль-Хібрі, ісламський теолог з Алжиру (*1911)
23 серпня — Асадолла Ладжеварді, іранський консервативний політик, прокурор, відповідальний за розправи над політв'язнями 1988 року (*1935)
23 серпня — Рольф Зьодер, норвезький кіноактор (*1918)
24 серпня — Е. Г. Маршалл, американський актор (*1914)
26 серпня — Фредерік Райнес, американський фізик, лауреат Нобелівської премії з фізики 1995 (*1918)
26 серпня — Чой Чон Хеон, південнокорейський бізнесмен (*1929)
28 серпня — Затєєв Микола Володимирович, радянський морський офіцер (*1926)
28 серпня — Хасан Туфанян, генерал ВПС шахського Ірану (*1913)
29 серпня — Дваріка Прасад Махешварі, індійська письменниця (*1916)
30 серпня — Denniz Pop, шведський ді-джей, музичний продюсер і автор пісень (*1963)
31 серпня — Малик Володимир Кирилович, український письменник (*1921)
31 серпня — Юзеф Куропеска, польський військовик, письменник і політик (*1904)

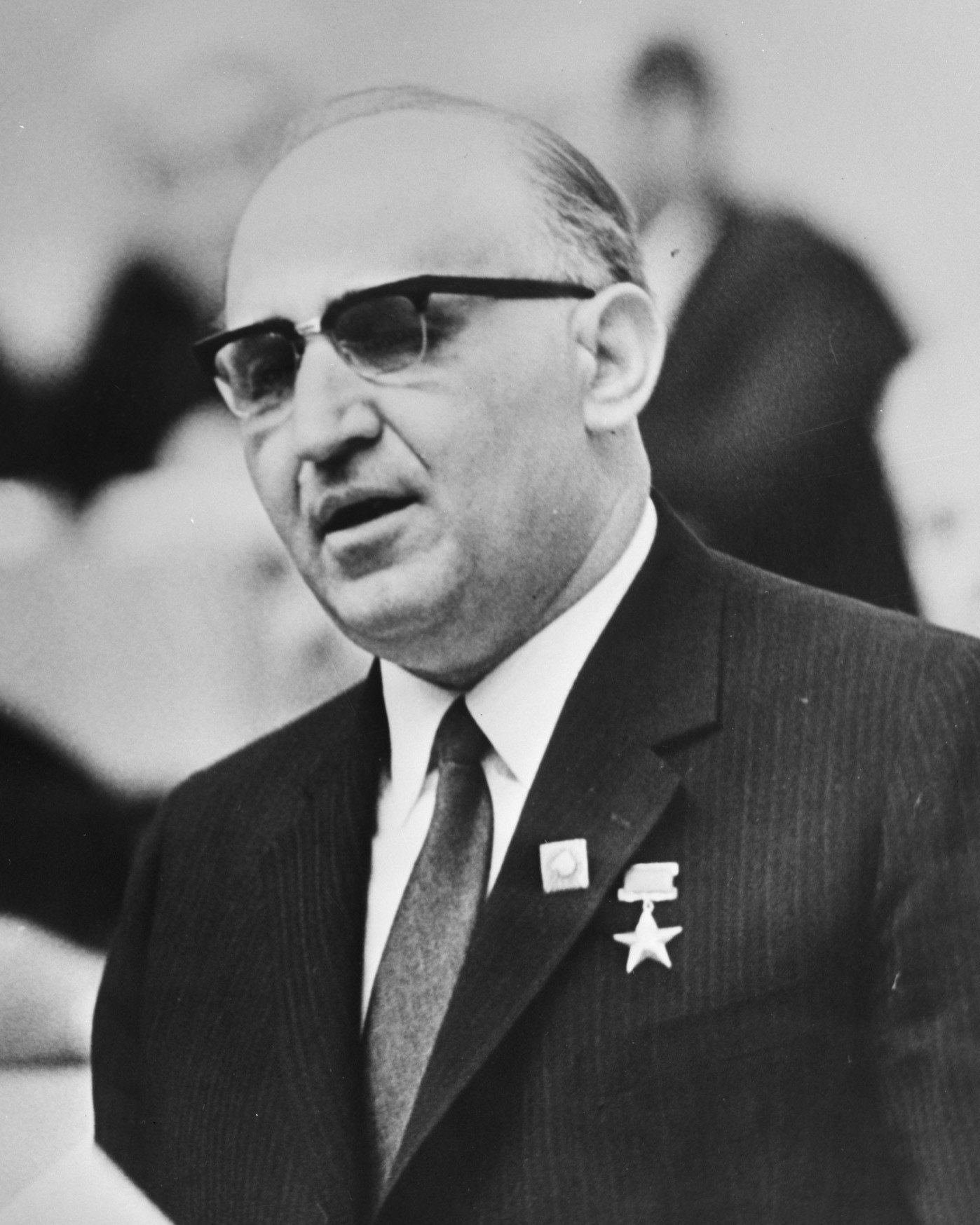
Тодор Живков
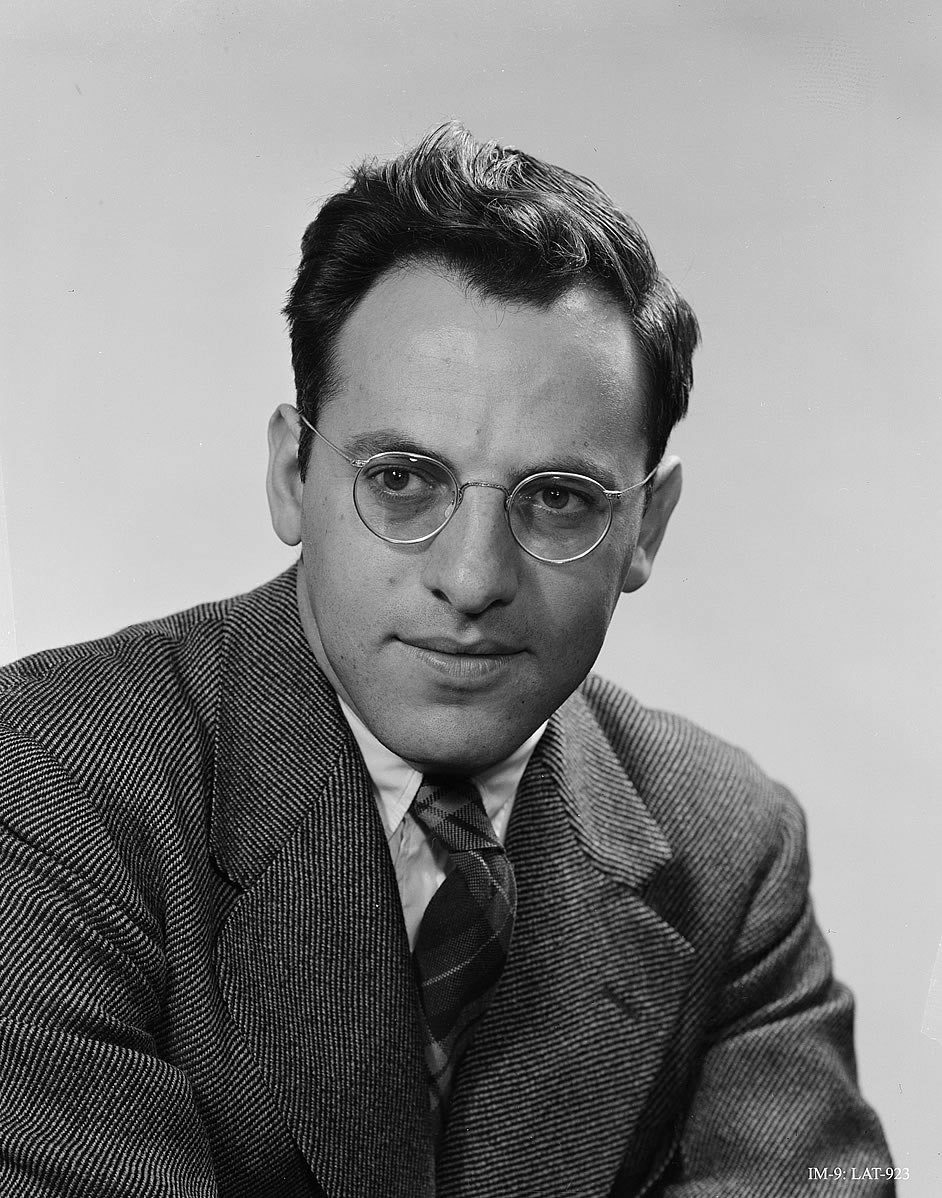
Фредерік Райнес

## Вересень
1 вересня — Осман Ф. Седен, турецький кінорежисер, сценарист і продюсер (*1924)
3 вересня — Еспартако Сантоні, венесуельський актор, кінопродюсер і готельєр (*1937)
3 вересня — Ануп Кумар, індійський актор бенгальського кіно (*1930)
4 вересня — Ганс Бреннер, австрійський актор (*1938)
4 вересня — Сорін Ігор Володимирович, російський поет, музикант, артист («Иванушки International») (*1969)
5 вересня — Лео Пенн, американський актор і режисер (*1921)
6 вересня — Куросава Акіра, японський сценарист, кінорежисер і продюсер (*1910)
6 вересня — Ернст-Гуго Ярегорд, шведський актор (*1928)
7 вересня — Фрід Валерій Семенович, радянський і російський сценарист (*1922)
7 вересня — Крістер Гленнінг, шведський телеведучий і автомобільний журналіст (*1939)
9 вересня — Лучіо Баттісті, італійський співак, кантауторе (*1943)
9 вересня — Вольпін Надія Давидівна, радянська перекладачка, поетеса і мемуаристка; фактична дружина поета С. О. Єсеніна (*1900)
11 вересня — Паку Алам VIII, індонезійський державний діяч (*1910)
13 вересня — Джордж Воллес, американський політик (*1919)
13 вересня — Неджет Кальп, турецький державний службовець і політик (*1922)
14 вересня — Ян Шанкунь, китайський державний і політичний діяч, голова КНР і Компартії (1988—1993) (*1907)
14 вересня — Чжан Цзунсюнь, китайський генерал (*1908)
16 вересня — Анджей Тшасковський, польський композитор, піаніст, диригент, публіцист і музичний критик (*1933)
16 вересня — Мазхар Хан, індійський актор кіно та телебачення, продюсер і режисер (*1955)
18 вересня — Харун Насутіон, індонезійський вчений (*1919)
21 вересня — Флоренс Гріффіт-Джойнер, американська легкоатлетка (*1959)
21 вересня — Клара Каламаї, італійська актриса (*1915)
21 вересня — Лі Джин Су, південнокорейський актор і перекладач (*1938)
22 вересня — Пракаш Шукла, індійський гангстер (*1973?)
22 вересня — Хамід Гаджизаде, іранський поет (*1950) (див. Ланцюгові вбивства в Ірані)
23 вересня — Мері Френн, американська акторка (*1943)
24 вересня — Альтшулер Генріх Саулович, російськомовний азербайджанський радянський, пізніше російський письменник-фантаст та винахідник (*1926)
25 вересня — Кім Чон Гу, південнокорейський співак (*1916)
25 вересня — Наджа Аль-Могі, єгипетський комік (*1945)
26 вересня — Михайло Вікторович, сербський та югославський актор (*1929)
29 вересня — Бруно Мунарі, італійський художник, дизайнер і винахідник (*1907)
30 вересня — Нехама Гендель, ізраїльська співачка (*1936)

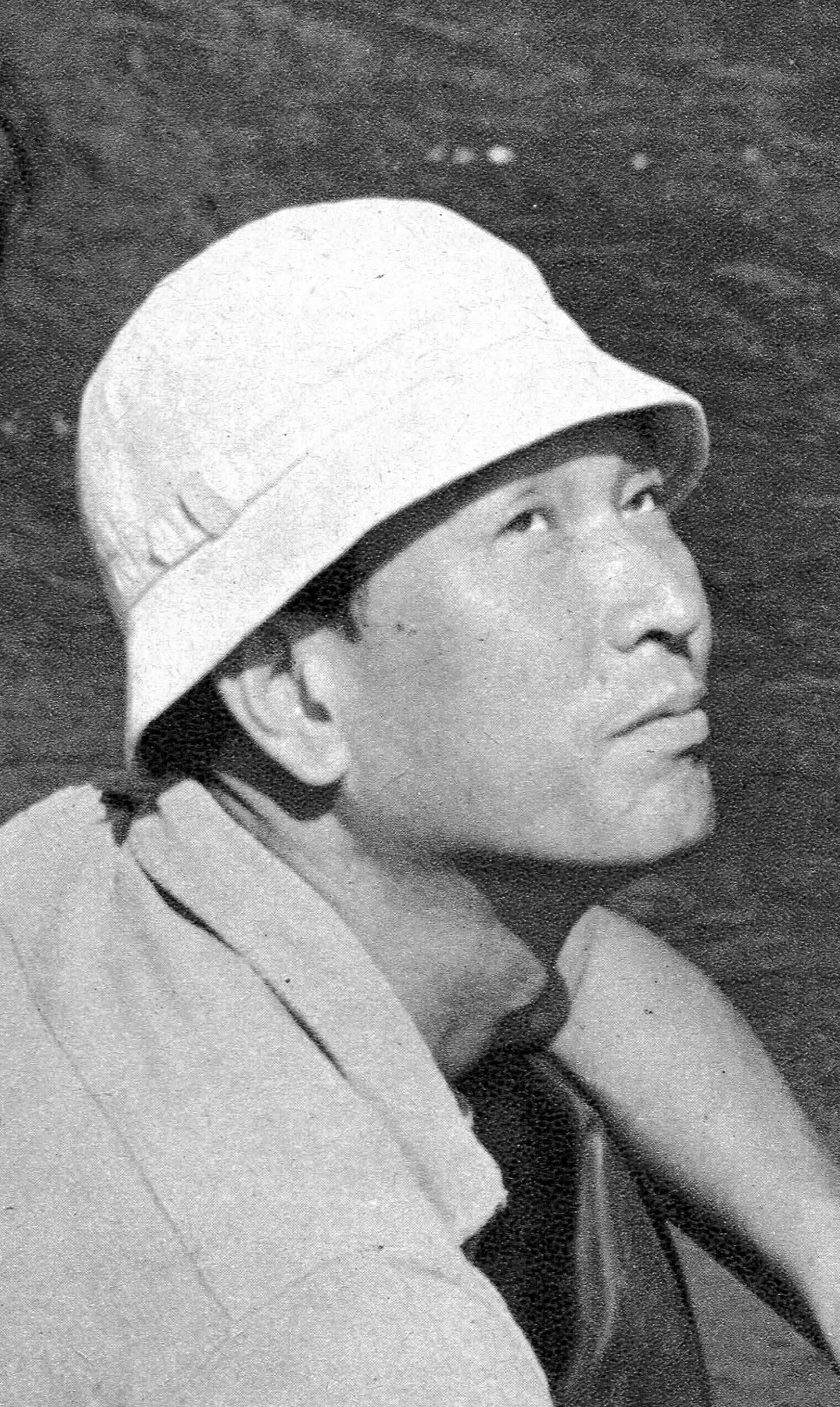
Акіра Куросава
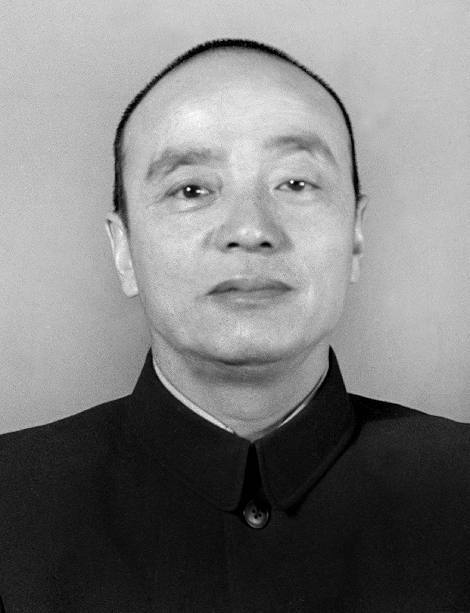
Ян Шанкунь
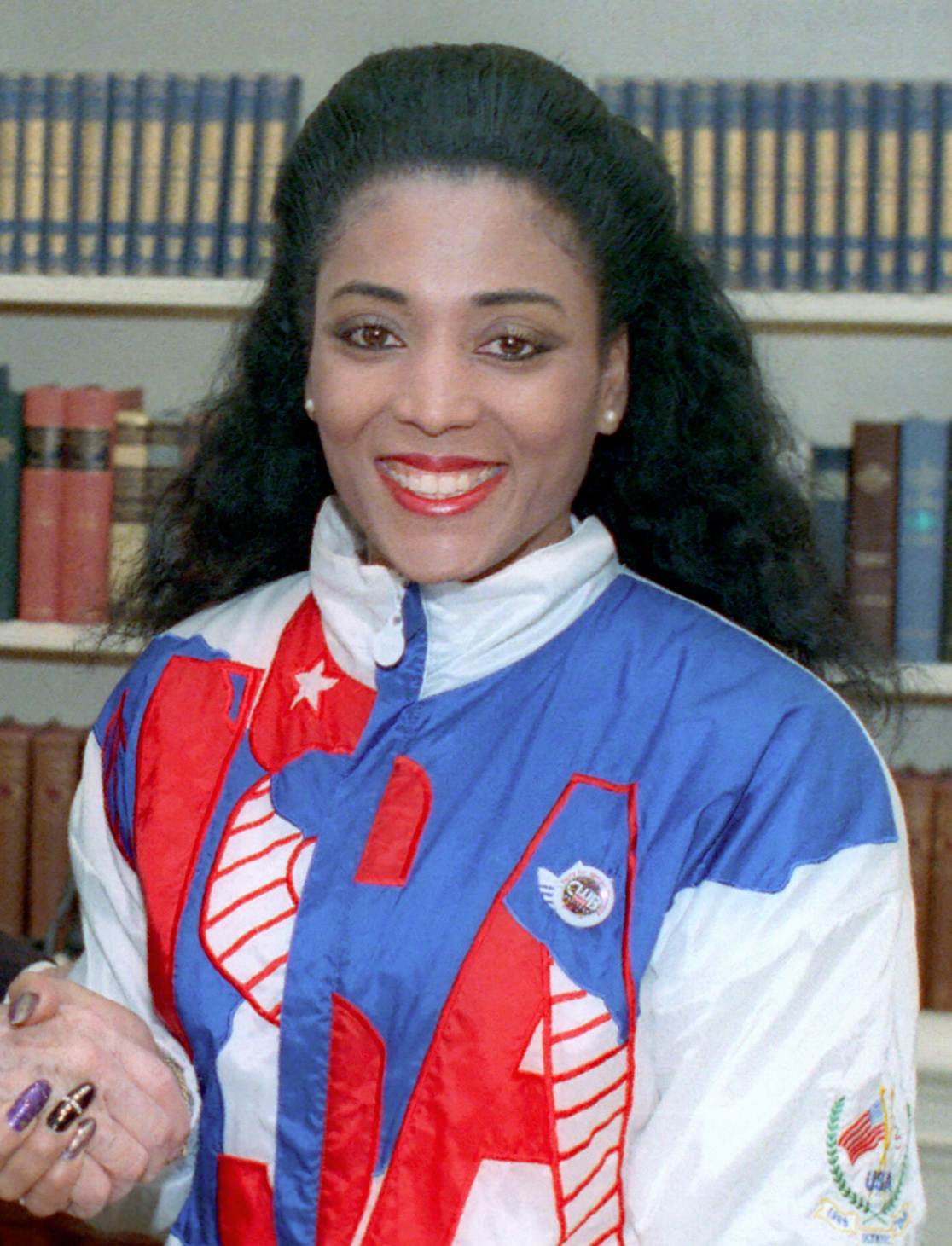
Флоренс Гріффіт-Джойнер

## Жовтень
1 жовтня — Полін Жульєн, співачка, авторка пісень, актриса, феміністка та прихильниця суверенітету Квебеку (*1928)
2 жовтня — Джин Отрі, американський співак (*1907)
2 жовтня — Єжи Бінчицький, польський актор театру і кіно (*1937)
3 жовтня — Родді Макдовал, британський і американський актор (*1928)
6 жовтня — Биков Ролан Антонович, радянський і російський актор і режисер театру і кіно, сценарист, педагог (*1929)
7 жовтня — Буй Гіанг, в'єтнамський поет, перекладач і дослідник літератури (*1926)
7 жовтня — Лі Нак Хун, південнокорейський актор (*1936)
8 жовтня — Джіджі Редер, італійський актор і актор озвучування (*1928)
8 жовтня — Джашим, бангладешський кіноактор, продюсер, режисер і борець за свободу (*1950)
9 жовтня — Іта Мартадіната Харіоно, індонезійська китайська правозахисниця (*1981)
10 жовтня — Марвін Ґей старший, американський служитель церкви п'ятдесятників, убивця свого сина Марвіна Ґея (*1914)
12 жовтня — Метью Шепард, американський студент, жертва злочину на ґрунті ненависті до гомосексуалів (*1976)
12 жовтня — Соетджіпто Даноекоесоемо, начальник поліції Індонезії (*1922)
13 жовтня — Боян Печар, югославський і сербський музикант (*1960)
13 жовтня — Хань Транг, в'єтнамський профспілковий діяч і кримінальний авторитет (*1956)
15 жовтня — Тлендієв Нургіса Атабаєвич, казахський, радянський композитор, диригент (*1925)
15 жовтня — Кабіта Сінха, бенгальська поетеса, прозаїк, феміністка та радіорежисерка (*1931)
16 жовтня — М. Васаліс, нідерландський поет і психіатр (*1909)
17 жовтня — Джоан Гіксон, британська акторка театру, кіно та телебачення (*1906)
17 жовтня — Хакім Мухаммад Саїд, пакистанський медичний дослідник, вчений і філантроп (*1920)
18 жовтня — Карлос Феррер Салат, іспанський економіст, бізнесмен, політик і спортсмен (*1931)
19 жовтня — Вітторіо Сальветті, італійський телевізійний продюсер, телеведучий (*1937)
19 жовтня — Фріц Хонка, німецький серійний вбивця (*1935)
20 жовтня — Атілла Ергюн, турецький актор (*1939)
22 жовтня — Аджит Хан, індійський актор (*1922)
23 жовтня — Zangeres Zonder Naam, нідерландська співачка (*1919)
28 жовтня — Тед Г'юз, англійський поет, дитячий письменник, перекладач (*1930)
31 жовтня — Доріс Хопп, шведська мадам борделя (*1930)
жовтень — Борис Флоричич «Tron», німецький хакер і фрикер (*1972)

## Листопад
1 листопада — Жук Станіслав Олексійович, радянський спортсмен з фігурного катання і тренер (*1935)
2 листопада — Жовеліна Перола Негра, бразильська співачка самби та автор пісень (*1944)
2 листопада — Пак Тіле, індонезійський комік і актор (*1933)
3 листопада — Боб Кейн, американський художник коміксів, письменник (*1915)
4 листопада — Нагарджун, індійський письменник (*1911)
5 листопада — Коті Момоко, японська акторка (*1932)
5 листопада — Анна Хенкель-Грьонемаєр, німецька акторка (*1953)
6 листопада — Ніклас Луман, німецький соціолог (*1927)
6 листопада — Хельмер Еррера, колумбійський наркоторговець (*1951)
7 листопада — Джітендра Абхішекі, індійський музикант (*1929)
8 листопада — Жан Маре, французький кіноактор, письменник, художник, скульптор, каскадер (*1913)
8 листопада — Ерол Таш, турецький кіноактор (*1928)
8 листопада — Хасан Басрі, індонезійський мусульманський клірик, проповідник та імам (*1920)
10 листопада — Веліканова Гелена Марцеліївна, радянська і російська естрадна співачка, акторка, музичний педагог (*1922)
10 листопада — Суеока Кунітака, японський футболіст (*1917)
10 листопада — Мері Міллар, англійська актриса та співачка (*1936)
11 листопада — Нагахару Йодогава, японський кінокритик, історик і телеведучий (*1909)
13 листопада — Едвіж Феєр, французька акторка (*1907)
13 листопада — Мішель Трюдо, син прем'єр-міністра Канади П'єра Трюдо та молодший брат прем'єр-міністра Канади Джастіна Трюдо (*1975)
13 листопада — Хосе Орландо Енао Монтойя, колумбійський наркобарон (*1953)
14 листопада — Саїда Андерссон, шведська ясновидяча (*1923)
15 листопада — Паламарчук Дмитро Хомич, український перекладач, поет (*1914)
15 листопада — Стоклі Кармайкл, американський активіст (*1941)
16 листопада — Мохаммад-Такі Джафарі, іранський вчений, філософ, інтелектуал та ісламський теолог (*1925)
17 листопада — Геллер Юхим Петрович, радянський шахіст єврейського походження (*1925)
17 листопада — Естер Ролл, американська актриса (*1920)
17 листопада — Жак Медсен, французький політик (*1928)
19 листопада — Алан Пакула, американський кінорежисер, продюсер та письменник (*1928)
19 листопада — Рене ван Воорен, нідерландський актор, комік і продюсер (*1931)
20 листопада — Старовойтова Галина Василівна, російська політична та громадська діячка, правозахисниця (*1946)
20 листопада — Маріан Брендіс, польський прозаїк і репортер (*1912)
20 листопада — Хісао Дадзай, японський актор (*1923)
21 листопада — Танті Йосефа, індонезійська актриса, модель і співачка (*1950)
22 листопада — Міколай Козакевич, польський державний діяч (*1923)
22 листопада — Даріуш Форухар, іранський політик (*1928) і Парване Форухар, його дружина, дисидентка і активістка (*1939) (див. Ланцюгові вбивства в Ірані)
22 листопада — Деміхов Володимир Петрович, радянський та російський біолог та вчений-експериментатор, один з основоположників трансплантології (*1916)
25 листопада — Нельсон Гудмен, американський філософ (*1906)
25 листопада — П. Н. Хаксар, індійський державний службовець і дипломат (*1913)
25 листопада — Хав'єр Гарсіа Паніагуа, мексиканський політик (*1935)
27 листопада — Глорія Фуертес, іспанська поетеса, авторка дитячої літератури (*1917)
27 листопада — Сі Чженнін, китайський комуністичний політик (*1941)
28 листопада — Гнатюк Богдан-Тарас Васильович, український інженер, учений, громадський діяч (*1915)
28 листопада — Ахмад Хусейн, індонезійський військовик (*1925)
28 листопада — Хамід Мосадек, іранський поет, письменник і юрист (*1940)
29 листопада — Живоін Павлович, югославський, сербський кінорежисер, сценарист, педагог (*1933)
29 листопада — Рой Бенавідез, американський військовик (*1935)
30 листопада — Франческо Мессіна Денаро, італійський мафіозі (*1928)
30 листопада — Хідекі Йокой, японський бізнесмен (*1913)
30 листопада — Абдулла Аль-Муті, бангладешський педагог і науковий письменник (*1930)
листопад — Мохаммед бін Сауд Аль-Кабір, королівська особа Саудівської Аравії та бізнесмен (*1908)

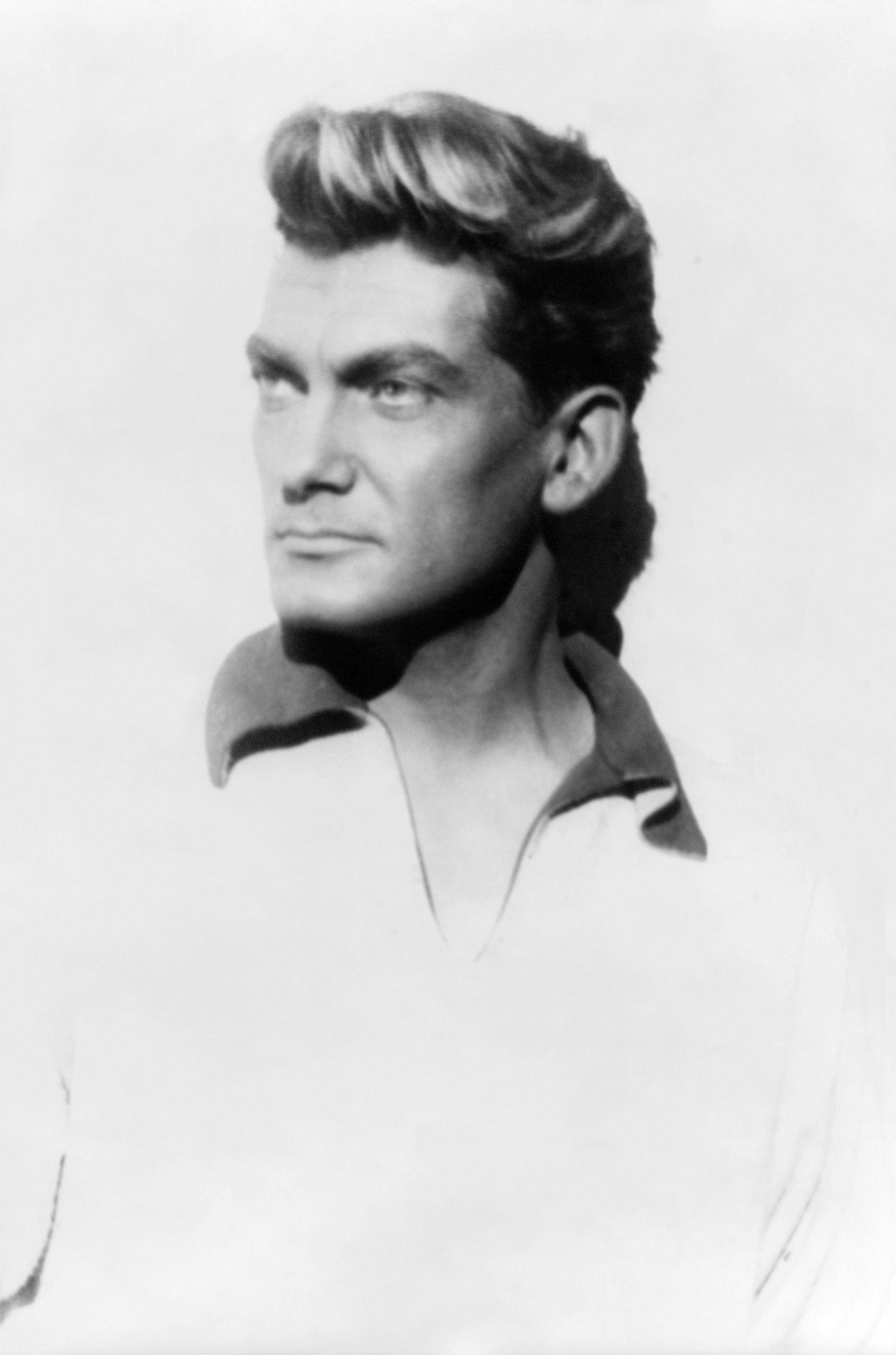
Жан Маре
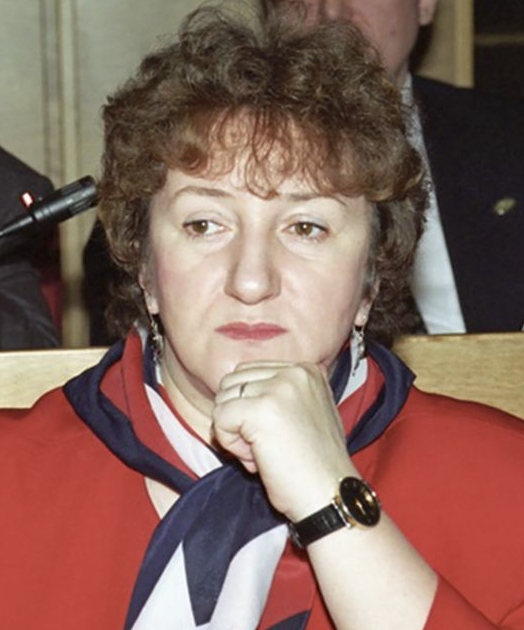
Галина Старовойтова
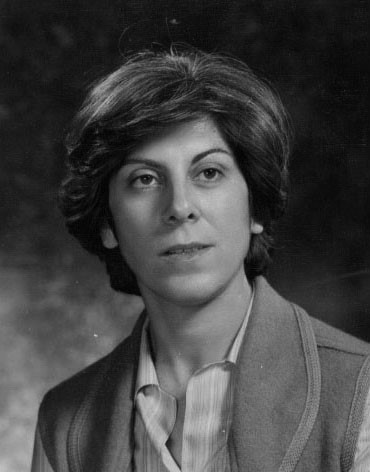
Парване Форухар

## Грудень
1 грудня — Айша Абд аль-Рахман, єгипетська письменниця, літературознавиця та викладачка (*1913)
3 грудня — Мохаммад Мохтарі, іранський письменник, поет і лівий активіст (*1942)
5 грудня — Чун Цзе Кеунг, китайський злочинець (*1955)
6 грудня — Сезар Бальдаччіні, французький скульптор (*1921)
6 грудня — Радомир Шапер, сербський професор, спортивний діяч (*1925)
6 грудня — Хошіар Сінгх Дахія, індійський військовик (*1930)
6 грудня — Шкаліков Сергій Валерійович, російський актор театру і кіно, поет (*1963)
6 грудня — Саїд Алі Аббас Джалалпурі, пакистанський вчений (*1914)
7 грудня — Мартін Родбелл, американський біохімік і молекулярний ендокринолог, Нобелівська премія з фізіології або медицини 1994 (*1925)
8 або 9 грудня — Мохаммад-Джафар Пуянде, іранський письменник, перекладач і активіст (*1954)
9 грудня — Арчі Мур, американський боксер-професіонал (*1913)
11 грудня — Макс Штрайбл, німецький політик (*1932)
14 грудня — Левчук Тимофій Васильович, український кінорежисер, педагог (*1912)
14 грудня — Норман Фелл, американський актор кіно та телебачення (*1924)
15 грудня — Трещалов Володимир Леонідович, радянський і російський актор театру і кіно (*1937)
16 грудня — Лі Тай Йон, перша у Кореї жінка-юрист (*1914)
16 грудня — Анрі Боде, нідерландський вчений-історик (*1919)
17 грудня — Йосеф Ярів, командир Пальмаха, один із лідерів ізраїльської розвідки (*1923)
17 грудня — Хадра Мухаммад Хадер, єгипетська співачка (*1918)
18 грудня — Дремлюга Микола Васильович, український композитор, педагог (*1917)
18 грудня — Сохель Чоудхурі, бангладешський кіноактор (*1963)
19 грудня — Цянь Чжуншу, китайський інтелектуал, літературознавець, перекладач, письменник (*1910)
19 грудня — Антоніо Ордоньес Араухо, іспанський тореадор (*1932)
19 грудня — Мохаммад Тагі Фальсафі, іранський аятола та проповідник (*1908)
19 грудня — Ібад Барелві, пакистанський літературний критик і письменник (*1920)
20 грудня — Алан Годжкін, британський нейрофізіолог і біофізик, лауреат Нобелівської премії з фізіології і медицини 1963 (*1914)
23 грудня — Рибаков Анатолій Наумович, радянський письменник, сценарист (*1911)
23 грудня — Feiez, італійський мультиінструменталіст і звукорежисер (*1962)
23 грудня — Мішель Томас, американська актриса (*1968)
24 грудня — Ріта Коріта, нідерландська співачка (*1917)
26 грудня — Масако Сірасу, японська письменниця і колекціонерка образотворчого мистецтва (*1910)
27 грудня — Дані Бустрос, ліванська танцівниця, світська левиця, театральна актриса (*1959)
27 грудня — Фарід Харджа, індонезійський співак (*1950)
29 грудня — Юбер Дешам, французький актор (*1923)
30 грудня — Жоан Бросса, каталонський поет, драматург, графічний дизайнер і художник (*1919)
31 грудня — Ерлінг Норвік, норвезький політик (*1928)
грудень — Мухаммед Юсуф Алі, бангладешський політик (*1923)

## Місяць невідомий
1998 — Ма Сік-ю, гонконгський бізнесмен (*1935)
1998 — Мунір Редфа, іракський льотчик-винищувач, дезертир до Ізраїлю (*1934)
1998 — Тран Ван Дон, генерал армії Республіки В'єтнам (*1917)
1998 — Джордж Мішель, єгипетський гравець на уді (*1915)